# Tashkent Stock Exchange
La Tashkent Stock Exchange (RSE) è la principale borsa valori dell'Uzbekistan, situata nella capitale Tashkent ed è stata fondata nel 1994; RSE aveva una licenza per l'attività di borsa rilasciata dal Comitato Statale per la Concorrenza ed era regolamentata dalle leggi dell'Uzbekistan sulle borse (1992), sulle società per azioni (1996), sul mercato azionario (2008), nonché da una serie di atti normativi governativi e della Commissione per i titoli.
Nell'ottobre 2019, l'Agenzia per lo Sviluppo del Mercato dei Capitali della Repubblica dell'Uzbekistan (CMDA, creata nel 2019 e liquidata nel 2021) ha rilasciato nuovamente la licenza per RSE.
In base al decreto presidenziale del 19 marzo 2012, Korea Exchange (KRX) è diventata azionista di RSE nel 2016 acquisendo Il 25% del capitale azionario in cambio della fornitura di un complesso IT unificato. .
Nel frattempo, gli azionisti di RSE sono solo lo Stato (SAMA) con il 75% più 1 unità di azioni e KRX. 4 banche commerciali statali (Asakabank, Xalqbank, SQB e NBU), diventate azioniste della Borsa nel 2012-2013, hanno trasferito le loro azioni in Borsa allo Stato in conformità con il decreto del Presidente dell'Uzbekistan del 18.03.2022 n. PP-168 .
Storicamente, il mercato azionario dell'Uzbekistan si è formato a seguito della massiccia privatizzazione delle imprese statali negli anni '90, dopo il crollo dell'Unione Sovietica e l'ottenimento dell'indipendenza da Mosca. A differenza della Federazione Russa, il governo uzbeko ha gradualmente privatizzato le imprese statali, dapprima riorganizzandole in società per azioni e poi vendendo solo una parte del capitale azionario in borsa. Di conseguenza, in Uzbekistan non c'erano magnati dell'industria estremamente ricchi, i cosiddetti "oligarchi", mentre il numero di azionisti superava 1,2 milioni. La RSE è membro della Federazione delle Borse Euro-Asiatiche.
Secondo il Deposito Centrale dei Titoli della Banca Centrale dell'Uzbekistan, al 1º febbraio 2024 il governo uzbeko mantiene il controllo azionario di 157 imprese industriali sotto forma di società per azioni (SPA). In totale, su 627 società per azioni (JSC) in Uzbekistan, lo Stato detiene direttamente azioni in 244 JSC (l'84,7% di tutte le azioni emesse, in termini di valore nominale), mentre le holding statali (ufficialmente denominate "Organismi di gestione economica") detengono azioni in 132 JSC.
A partire da settembre 2023, il mercato dei capitali in Uzbekistan è regolamentato dall'Agenzia Nazionale per i Progetti Prospettici (NAPP) della Repubblica dell'Uzbekistan, un ente statale responsabile della regolamentazione, del rilascio di licenze e autorizzazioni nell'ambito del mercato delle criptovalute, del mercato dei capitali, delle assicurazioni, dell'e-commerce, delle lotterie e del gioco d'azzardo.